# Atheris katangensis
Atheris katangensis là một loài rắn trong họ Rắn lục. Loài này được De Witte mô tả khoa học đầu tiên năm 1953.